# Кузьмино (Кочёвский район)
Кузьмино — деревня в Кочёвском районе Пермского края. Входит в состав Пелымского сельского поселения. Располагается на реке Тулкартыш севернее районного центра, села Кочёво. Расстояние до районного центра составляет 12 км. По данным Всероссийской переписи населения 2010 года, в деревне проживало 144 человека (71 мужчина и 73 женщины).

## История
По данным на 1 июля 1963 года, в деревне проживало 205 человек. Населённый пункт входил в состав Петуховского сельсовета.